# Arve Henriksen

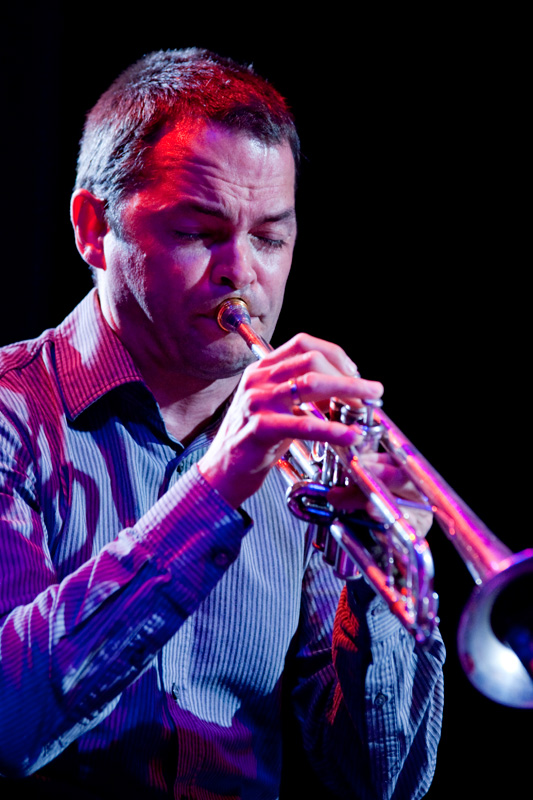
Arve Henriksen, mœrs festival 2010

Arve Henriksen (* 22. März 1968 in Stranda) ist ein norwegischer Jazzmusiker (Trompete, Komposition).

## Leben und Wirken
Henriksen studierte von 1987 bis 1991 am Konservatorium von Trondheim. Seit 1989 arbeitet er professionell als Musiker. Er trat mit Musikern wie Anders Jormin, Edward Vesala, Jon Christensen, Audun Kleive, Nils Petter Molvær, Mikhail Alperin, Arkady Shilkloper, Marc Ducret, Bjørn Kjellemyr, Sten Sandell, Frode Gjerstad, Peter Friis Nielsen, Stian Carstensen, Trygve Seim, Edward Vesala, Marilyn Mazur, Marilyn Crispell und Terje Isungset. Daneben ist er Mitglied von Jon Balkes Magnetic North Orchestra. Mit Helge Sten, Ståle Storløkken und Jarle Vespestad gründete er das Quartett Supersilent, das mehrere Alben auf Rune Grammofon veröffentlichte. Er arbeitete aber auch mit der japanischen Koto-Spielerin Satsuki Odamura und der Rockband Motorpsycho.
2001 erschien sein erstes Soloalbum Sakuteiki, der Titel stammt von einem japanischen Werk über die japanische Gartenkunst aus dem 11. Jahrhundert. 2004 entstand in Zusammenarbeit mit Audun Kleive und Jan Bang Chiaroscuro. Chiaroscuro ist die italienische Bezeichnung für die Hell-Dunkel-Malerei der Spätrenaissance und des Barock. Im Dezember 2008 schließlich veröffentlichte Henriksen mit Cartography sein erstes Soloalbum bei ECM, nachdem er zuvor bereits bei rund 25 ECM-Alben mitgewirkt hatte. Mit Bang, Erik Honorè, Tigran Hamasyan und Robert Jürjendal nahm er den Soundtrack zum Spielfilm Victoria (2013) von Torun Lian auf. Auch spielte er ein Duoalbum mit Teun Verbruggen ein und gehörte seit 2005 zum Ensemble von Sinikka Langeland.
Das 2017 bei ECM erschienene Album Rímur von Trio Mediæval & Arve Henriksen wurde im Februar 2016 in der Münchner Himmelfahrtskirche aufgenommen und von Manfred Eicher produziert. Mit Jan Bang, Erik Honoré, Samuel Rohrer und John Derek Bishop bildete er Dark Star Safari, das Quartett seit 2019 zwei Alben vorlegte.

## Preise und Auszeichnungen
Henriksen wurde 2005 mit dem Buddyprisen, dem wichtigsten Jazzpreis Norwegens, ausgezeichnet. 2007 wurde ihm im Rahmen des Festivals Moldejazz der Radka Toneff Minnepris verliehen. 2011 erhielt er den Paul Acket Award auf dem North Sea Jazz Festival.

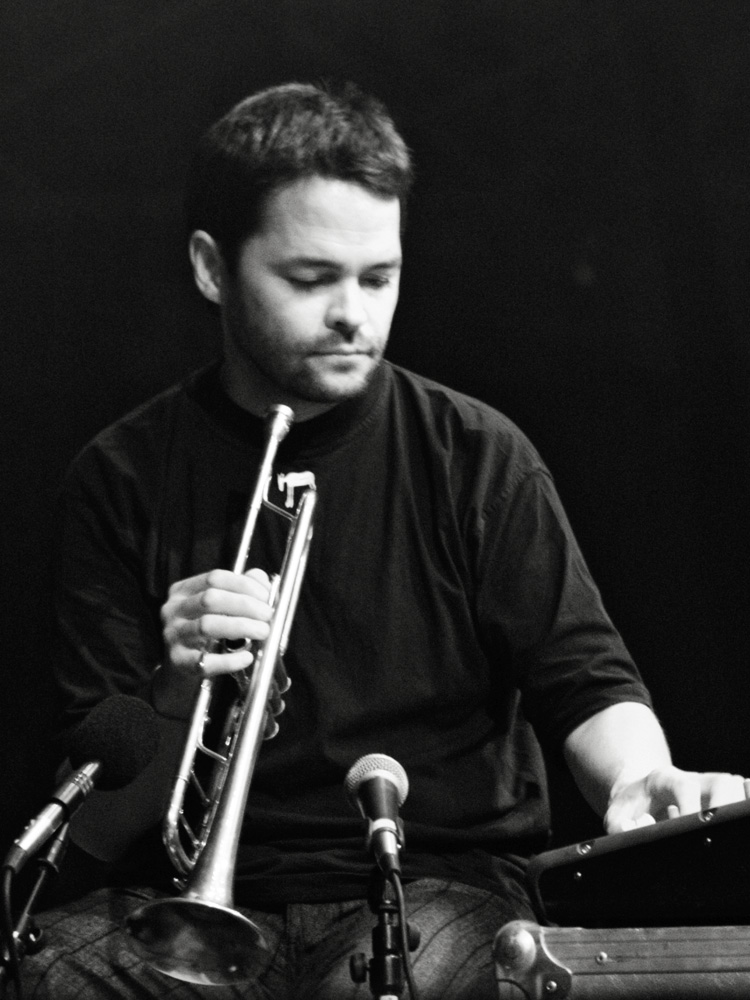
Arve Henriksen, Moers Festival, Juni 2006

## Diskografie (Auswahl)
Soloalben
- Sakuteiki (2001), Rune Grammofon
- Chiaroscuro (2004), Rune Grammofon
- Strjon (2007), Rune Grammofon
- Cartography (2008), ECM
- Places of Worship (2013, Rune Grammofon)
- Chron | Cosmic Creation (2013, Rune Grammofon)
- The Nature of Connections (2014, Rune Grammofon)
- Towards Language (2017, Rune Grammofon)
- The Timeless Nowhere (2019, Rune Grammofon)
- Arve Henriksen & Kjetil Husebø: Sequential Stream (Smalltown Supersound 2022)
- Arve Henriksen, Harmen Fraanje: Touch of Time (ECM, 2024)
- Arve Henriksen, Anders Jormin, Markku Ounaskari, Trygve Seim: Arcanum (ECM, 2025)

mit Christian Wallumrød
- No Birch (1998), ECM
- Birth Wish (2000), Pan M
- Sofienberg Variations (2003), ECM
- A Year From Easter (2005), ECM
- The Zoo is Far (2007), ECM

mit Supersilent, alle bei Rune Grammofon
- 1-3 (3 CD-Set, 1997)
- 4 (1998)
- 5 (2001)
- 6 (2003)
- 7 (DVD mit 16-mm-Konzertfilm, 2005)
- 8 (2007)
- 9 (2009)
- 10 (2010)
- 11 (LP 2010, CD 2014)
- 12 (2014)

mit Veslefrekk
- Veslefrekk, 1994
- Valse Mysterioso, 2004

mit Food
- Food, 1999
- Organic and GM Food, 2001
- Veggie, 2002
- Last Supper, 2004

## Belege
1. ↑  Rímur by Trio Mediaeval & Arve Henriksen, Rezension in All About Jazz 1. März 2017, abgerufen am 14. April 2017.
2. ↑  Trio Mediæval trifft auf Arve Henriksen - Improvisation als Bindeglied zwischen Musik des Mittelalters und der Gegenwart, jazzecho.de vom 10. März 2017, abgerufen am 14. April 2017.
3. ↑  Radka Toneff-pris i Molde. In: ballade.no. 17. Juli 2007, archiviert vom Original (nicht mehr online verfügbar) am 19. August 2012; abgerufen am 21. Juli 2017 (norwegisch).

| Personendaten    | Personendaten                                  |
| ---------------- | ---------------------------------------------- |
| NAME             | Henriksen, Arve                                |
| KURZBESCHREIBUNG | norwegischer Jazzmusiker (Trompete, Komponist) |
| GEBURTSDATUM     | 22. März 1968                                  |
| GEBURTSORT       | Stranda                                        |